# Clase Essex
La clase Essex fue una serie de 24 portaaviones de la Armada de los Estados Unidos construidos desde abril de 1941 hasta agosto de 1944. Algunos de estos portaaviones son subvariantes de la clase Ticonderoga que en algunas fuentes es considerada como otra clase de portaaviones, aunque se refieren a ellos principalmente como clase Essex de casco largo. La clase Essex fue la clase más numerosa de buques de guerra pesados del siglo XX. Después de 1943, durante la Segunda Guerra Mundial, los clase Essex y los tres clase Midway formaron la parte más importante de la Armada de los Estados Unidos.

## Desarrollo de la clase Essex

### Contexto
Después de que Japón se retiró de varios tratados de desarme como el tratado naval de Washington en la década de los años 30 y siguió una política expansionista en el océano Pacífico, Estados Unidos se dio cuenta de que la armada de los Estados Unidos se quedaba atrás en términos tecnológicos y el congreso de los Estados Unidos autorizó la construcción de buques de guerra de más de 40 000 toneladas. 
Los portaaviones anteriores clase Yorktown fueron la clase sobre la cual la clase Essex se desarrollaría, pero estos fueron diseñados para tener un grupo aéreo más grande y eran 18 metros más largos. La subclase de los portaaviones clase Essex extraoficialmente llamada la clase Ticonderoga se conocía más comúnmente como la «Essex de casco largo» (long hull Essex). 
Cuando la situación se agravó en Europa, la Armada de Estados Unidos tenía en cuenta sobre todo la amenaza japonesa. Comprometida como estaba con los portaviones se habían construido los clase Yorktown. La experiencia adquirida con estos buques dio lugar a portaaviones perfeccionados para formar la espina dorsal de la fuerza aeronaval americana. Las limitaciones en cuanto a tonelaje establecidas por el Tratado Naval de Washington y por el Tratado Naval de Londres ya no aplicaban a la hora de diseñar los Essex.

### Requerimientos de la Armada de Estados Unidos
Los Essex fueron concebidos para el Pacífico. Debían poder cubrir grandes distancias y tener una velocidad llamada económica próxima a los 15 nudos. La velocidad máxima deseada era  de 35 nudos. Debían alojar un grupo aéreo de unos sesenta aviones, a lo que había que añadir aviones y piezas de recambio. Los primeros requisitos operacionales se publicaron a mediados de 1939 y fueron actualizados en 1940. El proyecto fue mejorado poco a poco hasta la puestas de la quilla, ya entrado el año 1941. 
La clase está basada en las características de los Yorktown, pero resultando en buques más anchos y largos, llevando el desplazamiento máximo de 25 000 toneladas a 35 000. El aumento de peso permite embarcar un armamento antiaéreo defensivo más potente. También transportar más carburante y municiones para sus aviones, lo cual permite aumentar el número de misiones. El blindaje es más o menos similar al de los portaaviones británicos de la época, pero la cubierta de vuelo no está blindada. La potencia de sus máquinas es superior. La disposición de los ascensores se tomó del USS Ranger. Estos portaaviones recibieron nombres representativos de lugares esenciales dentro de la historia de Estados Unidos. Cerca de la mitad tuvieron un nombre diferente del previsto en su origen.
Cuando se encargaron pocos oficiales en la Armada de Estados Unidos dudaban aún de que los portaaviones y aviones iban a representar un papel importante cuando Estados Unidos entrara en guerra. Lo que solo pocos en la Armada imaginaban era hasta qué punto iba a cambiar el combate naval. En el periodo de entreguerras varios países trabajaron en el concepto naval de los portaaviones, dedicados a un papel secundario, sobre todo destinados en la exploración y la protección para la escuadra. Antes de que Estados Unidos entrara en la guerra los portaaviones ya habían demostrado su potencial y habían echado por tierra algunas ideas preconcebidas. La Royal Navy en Tarento y en la búsqueda del Bismarck había probado su valor. Después del desastre de Pearl Harbor la Armada no tuvo otra opción que utilizar de la manera más ofensiva posible sus portaaviones. Alrededor de la clase Essex la marina americana fue a reconstruirse y ganó su superioridad. El primero se botó en julio de 1942 y entró en servicio en diciembre, siendo operacional unos meses más tarde. A principios de 1943 la Armada solicitó varios cambios en el diseño. El principal era permitir la instalación de dos montajes cuádruples de 40 mm (milímetros) adicionales. También se movió el centro de información de combate bajo la cubierta protectora, ventilación y sistemas de combustible de aviación se mejoraron, se añadió una segunda catapulta en la cubierta de vuelo. Esto resultó en los Essex de casco largo o Ticonderoga.
Fruto de la satisfacción con los Essex nació la clase Midway de 45 000 toneladas, con tres unidades construidas entre 1943 a 1947. Esta nueva clase incluía algunas mejoras de diseño con respecto a clase Essex: mejores máquinas tomadas de los acorazados clase Montana, cubierta de vuelo mayor y con blindaje.

## Diseño

### Objetivos
Los diseñadores tuvieron en cuenta las lecciones de la guerra en Europa, las lecciones aprendidas operando portaaviones durante quince años y las mejores deseadas para los portaaviones de la clase Yorktown, el diseño más nuevo.
Su diseño debía permitir transportar un grupo aéreo más grande. Por ello y gracias a no existir ya las trabas de los tratados navales anteriores eran más de 18 metros (sesenta pies) más largo, casi 3 metros (diez pies) más ancho y más de un tercio más pesados. Su cubierta de vuelo era más larga y ancha. Se dispusieron los ascensores en el borde de cubierta, solución que había demostrado su valor en el USS  Wasp facilitando las operaciones de vuelo. El mayor tamaño debía mejorar el poder aéreo ofensivo pero también el poder defensivo del barco, permitiendo instalar más cañones antiaéreos.
La disposición de la maquinaria y la protección de blindaje se mejoraron enormemente con respecto a los diseños anteriores. Los debates internos sobre el blindaje de la cubierta del hangar se sucedieron. Los diseñadores británicos eran reacios al uso de blindaje de cubierta de hangar. Aunque algunos querían seguir la doctrina británica finalmente se impuso la ubicación de la plataforma blindada al nivel de la plataforma del hangar ya que redujo el peso en lo alto del barco, aumentando la estabilidad y la capacidad de aeronaves en cubierta y en el hangar.
El diseño de los Essex comenzó en 1939, bajo la dirección del comandante Leslie Kniskern, director de diseño de la Oficina de Naves. Kniskern recolectó y dio forma a gran cantidad de información y sugerencias recibidas de arquitectos navales, empresas de aviación, fabricantes de catapultas y un pequeño pero dedicado equipo de aviadores navales. También contribuyó el jefe de la Oficina de Aeronáutica, comandante James Russell, buen conocedor de todos los portaaviones ya que había aterrizando y despegado de todos.

### Operaciones aéreas
Al igual que los Yorktown los Essex tenían el hangar separado del casco, para evitar daños a la obra viva del buque en caso de accidente o impacto enemigo. La colocación del ascensor central fue una gran innovación de diseño, colocado en la amura de babor y además podía abatirse contra el costado cerrando así durante la navegación el acceso al hangar. 
Los portaaviones disponían de tres catapultas para lanzar aparatos, dos en la proa de la cubierta de vuelo y una transversal en el hangar. pero esta última no le gustó mucho a la Armada solo fue montada en los USS Yorktown, USS Intrepid, USS Hornet, USS Bunker Hill y USS Wasp. Teóricamente permitía el lanzamiento de aparatos de reconocimiento estando el buque parado, pero en la práctica resultó poco útil y no gustó a nadie. Las catapultas eran modelos H-IVc, capaces de lanzar 7,3 toneladas a 74 nudos. En las últimas unidades se montaron las H-IVb con capacidad de 8,2 toneladas a 78 nudos.
La disposición de los elementos de frenado recogía años de lecciones aprendidas, estaban estudiados para que pudiera recibir a los aviones tanto por popa como por proa. La isla fue compactada al máximo de modo que la cubierta de vuelo quedara enteramente despejada, para no molestar durante las operaciones aéreas y permitir además mayores campos de tiro a las armas antiaéreas.
El debate sobre cómo maximizar el tamaño de la superficie de la cubierta de vuelo presionó con fuerza para lograr una forma completamente rectangular hacia la proa. De este modo se buscaba alcanzar más espacio para controlar los aviones desde la torre y dar a los pilotos un ancho completo para el despegue. Los arquitectos navales, por supuesto, se resistieron a la idea debido a la colocación del soporte estructural en las esquinas, ya que el casco tenía que estar en su punto más estrecho. Irónicamente la solución final demostró ser mejor al soportar la cubierta de vuelo los tifones.
La cubierta del hangar se convirtió en operaciones en la cubierta principal. Al tener una cubierta de vuelo más ligera su altura pudo elevarse un poco más, lo que permitía colgar del techo todas las piezas de repuesto necesarias y tener grúas. El taller de reparación estaba ubicado después del hangar, en el lado de babor. Los diseñadores también incluyeron una especie de media cubierta o Mezzanine Deck suspendida debajo de la cubierta de vuelo que se utilizó para salas para el escuadrón de aviación y para el Centro de Información de Combate.
La superficie de la cubierta de vuelo era de madera, práctica habitual en la Armada para evitar el calor excesivo del metal en climas cálidos. Estaba compuesta de vigas de teca, dispuestas en canales de acero. Estas vigas tenían la ventaja de ser reemplazadas fácilmente con pocas herramientas. Una cubierta blindada habría requerido reparaciones en el astillero, inmovilizando el barco.
Se prestó atención al tamaño de la cubierta de vuelo y hangar para asegurar operaciones equilibradas y  embarcar el máximo número de aviones modernos posible a bordo. El diseño de aeronaves suponía que los últimos aviones tenían más del doble de peso y sus mejores prestaciones suponían también velocidades de aterrizaje mucho más altas. La cubierta de vuelo necesitaba el mayor espacio posible de despegue y de aterrizaje.

### Protección
Con las lecciones de los primeros años de guerra en mente la protección fue mejorada, con una cintura acorazada de 76 mm (milímetros) en el centro del casco que decrecía en los extremos hasta los 50 mm. Los mamparos transversales protegían los centros vitales del interior con un espesor de entre los 50 mm y 76 mm. Disponía de tres cubiertas provistas de blindaje; la de vuelo tenía un espesor de 38 mm, el hangar 76 mm y la cubierta principal 48 mm. Contra los torpedos y minas se contaba con compartimentos y mamparos longitudinales a toda la eslora del buque.
Su armamento cambió durante la guerra. Las armas principales eran 4 montajes dobles de 127 mm de doble use, colocados dos torres delante de la isla y dos detrás. Además otras 4 piezas simples de 127 mm fueron colocadas en soportes exteriores a babor. Las armas antiaéreas más letales eran los montajes cuádruples Hazemeyer de 40/56 mm. Se instalaron 17 en los Essex y de 18 en los Ticonderoga para 1945, suponiendo la nada desdeñable cantidad de 72 cañones de 40 mm hacia 1945. Las armas antiaéreas se completaban con montajes simples Oerlikon de 20 mm distribuidos por las bandas en número de 52, que se incrementaron a 70 hacia el final de la guerra. La gran cantidad de armas antiaéreas que se instalaron hizo aumentar en unas 1000 toneladas el peso del barco.
La US Navy se decidió por estos calibres para sus armas antiaéreas, ya que pensó que a los calibres empleados hasta entonces les faltaba poder de fuego frente a los aviones modernos a que se podían enfrentar sus buques. Además los cañones de 127 mm podían también emplearse en fuego antiaéreo.
En 1945 los portaaviones contaban con todos los avances disponibles en guerra electrónica: 1 radar SK de alerta lejana (alcance de 120 millas), un SC de alerta cercana, un SP altimétrico y control de cazas, 2 radares FC de búsqueda naval, sistemas IFF, ECM activos y pasivos; y dos radares de tiro Mk.4.
Además de poder de fuego los portaaviones incorporaron otras medidas de protección dictadas por muchos años de estudio de las operaciones. Una mejora operativa era la posibilidad de llenar las conducciones de combustible con C02 cuando no se utilizaban, evitando de este modo los incendios. Para evitar que los vapores de gasolina se acumularan en el hangar se practicaron grandes aberturas a lo largo de los bordes de la cubierta del hangar que podían cerrarse cuando fuera necesario.

### Propulsión
La propulsión la daban 8 calderas Babcock & Wilcox que movían 4 turborreductores Westinghouse, cada uno de ellos estaba formado por una turbina de alta presión y una de baja presión de doble flujo y con retromarcha incorporada. La turbina de baja presión para velocidad de crucero estaba acoplada a la de alta presión mediante un reductor de engranajes. Estas máquinas fueron un acierto al demostrar ser fiables y muy eficientes, pues permitían una autonomía de 18 000 millas a 12 nudos.

### Grupo aéreo
El grupo aéreo estaba constituido entre 80-90 aparatos, pero en ocasiones especiales se llegó a embarcar hasta 110 aparatos, claro que no todos cabían en el interior del hangar. 
Al principio de la entrada en servicio de los primeros buques se operaban los mismos los mismos modelos de aviones aparatos que los Yorktown. Eso si, el total de aviones embarcados aumentó a 90 frente a los 72 de los Yorktown. El tamaño del grupo aéreo venía dictado por cuántos aviones se podrían coordinar eficazmente para un lanzamiento conjunto para que dieran un solo y potente golpe. A este concepto se le llamó Sunday Punch y fue desarrollado durante años en los juegos de guerra y maniobras en que se experimentaba como lograr la mayor eficiencia táctica en las operaciones. En la práctica nunca se pudo aplicar como en la teoría, hasta que en 1943 los clase Essex llevaron a cabo sus primeros ataques.
A inicios de 1943 empezaron a entrar en servicio nuevas aeronaves más potentes y pesadas que hicieron que su desplazamiento aumentara. El Grumman F6F Hellcat sería el caza estándar, el Curtiss SB2C Helldiver desde principios de 1944 el bombardero/explorador estándar y el Grumman TBF Avenger su torpedero. Al principio, el grupo aéreo estaba constituido siguiendo las normas de la US navy: 36 cazas, 36 bombarderos en picado y 18 torpederos. Pero para julio de 1944 ya era de 54 cazas, 24 bombarderos en picado y 15 torpederos. En enero de 1945 la composición oficial dictada por la Armada quedó en 73 cazas, 15 bombarderos en picado y 15 torpederos. El incremento en cazas respondía tanto a la amenaza de los kamikazes como a que podían realizar funciones de cazabombarderos, apoyando a las tropas en tierra o defendiendo a la flota según las necesidades.

### Reformas después de 1945

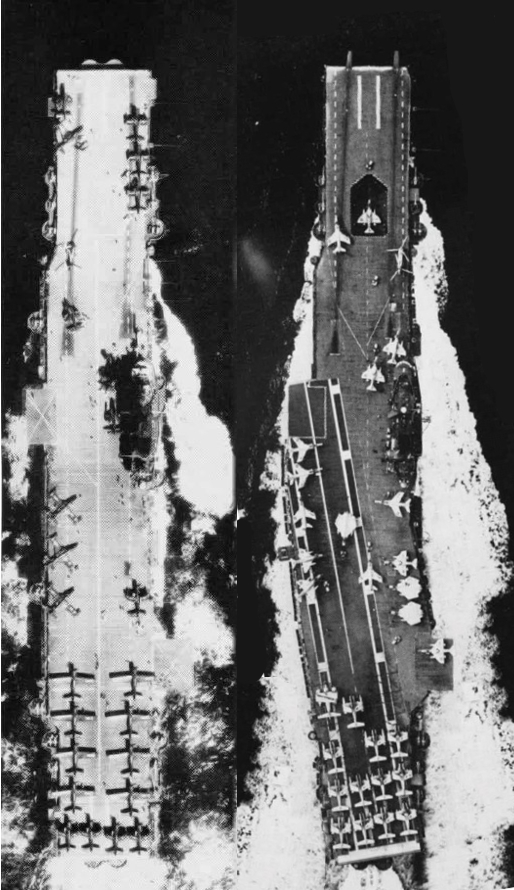
Vista aérea del USS Intrepid después de la reforma SCB-27C (izquierda) y SCB-125 (derecha).

Después de la guerra hubo varios programas de modernización para la clase Essex. No todos los portaviones recibieron las mismas.
- SCB-27: Reconstrucción de la superestructura, la cubierta de vuelo y otras características. Los trabajos llevaban unos dos años.
  - SCB-27A: Nuevas catapultas, nueva isla, supresión de cañones, nueva proa.
  - SCB-27C: Como la A, pero con catapultas distintas y recolocación del ascensor trasero en la banda.

- SCB-125: Entre 1954 y 1959. Cubierta de vuelo en ángulo y otras mejoras para navegabilidad y operaciones aéreas.

- SCB-144: En 1965 se realizaron mejoras en capacidades antisubmarinas (sonar de casco SQS-23 y nuevo centro de mando de combate).[3]

La Guerra de Corea vio el despliegue de los clase Essex, en su mayoría no modernizados. A partir de 1955, siete buques no modernizados se convirtieron en portaaviones de guerra antisubmarina (CVS). Cuando la clase Forrestal entró en servicio, ocho SBC-27A fueron redesignados CVS y les reemplazaron. Además, cuatro SBC-27C se convirtieron también en CVS.
Tres portaaviones clase Essex fueron reconvertidos en portahelicópteros, tras descartar la Armada los portaaviones de escolta por su vejez e inadecuado tamaño. El USS Boxer (LPH-4), USS Valley Forge (LPH-8) y USS Princeton (LPH-5) sirvieron para que los marines tuvieran sus portahelicópteros.
El USS Oriskany (CV-34) estaba demasiado avanzado en su construcción al final de la guerra para ser desguazado y se suspendió en agosto de 1946 con 85% completo. Por ello la Armada tomó el USS Oriskany como prototipo para probar el programa de modernización SCB-27 en agosto de 1947. Se eliminó gran parte de su estructura, para que pudiera operar la nueva generación de aviones que necesitaban una cubierta de vuelo más larga, más espaciosa y mucho más fuerte. También se instalaron ascensores, cables de detención y catapultas hidráulicas mucho más potentes. Además la estructura de la isla fue reconstruida para mejorar la gestión de operaciones aéreas y equipada con nuevos radares para vigilancia aérea y de superficie.
El USS Oriskany fue entregado el 25 de septiembre de 1950 y validaría el estándar de reconstrucción que pronto se aplicó en casi todos los clase Essex. En 1950 comenzó la guerra de Corea y a todos los clase Essex en activo se les unieron los elegidos para ser reactivados. A las modificaciones SBC-27 se añadieron deflectores de chorro de aire (JBD), sistema de aterrizaje óptico, mayor capacidad de combustible de aviación y la nueva cubierta de vuelo en ángulo. Se modernizaron 15 barcos. Los últimos nueve Essex completados fueron los más modernizados y operaron junto a los tres Midway, siendo la columna vertebral de la fuerza de combate de la Armada. En total:
- ocho SBC-27A.
- siete SBC-27C.

El USS Antietam se reconstruyó en 1952 y de forma experimental recibió una cubierta en ángulo de 10.5 grados como parte del nuevo programa SCB-125. El USS Shangri-La fue el primer portaaviones con cubierta en ángulo operativo en servicio operativo en 1955.
Los clase Essex que pasaron la modernización SBC operaron prácticamente todos los tipos de aviones de las décadas de los 50 y 60, excepto los más pesados. Operaron los aviones A-1 Skyraider y A-4 Skyhawk en Vietnam, y todo tipo de helicópteros. Antes operaron el F2H Banshee, F9F Panther, F6U Pirate y F3D Skyknight durante la guerra de Corea. Las conversiones de LPH de finales de la década de 1960 llevaban típicamente de 30 a 40 helicópteros.

## Armamento
El armamento principal de los portaaviones clase Essex consistía en sus aviones:
- Grupo de cazas, equipado con 36 F6F Hellcat, que eran superiores a los A6M Zero japoneses.
- Grupo de bombardeo en picado, equipado con SB2C Helldiver.
- Grupo de torpederos, equipado con 18 aviones torpederos TBF Avenger.

La guerra obligó a diversificarse. Así los Avenger fueron diseñados para ser torpederos, pero su gran capacidad de llevar bombas le permitió llevar a cabo otros tipos de misiones (patrulla antisubmarina, exploración, ataque, etc.).
Desde abril de 1944 los cazas F6f Hellcat fueron siendo complementados por el nuevo F4U Corsair. Los cazas realizaron misiones de ataque al suelo, patrulla antisubmarina y de caza nocturna.
Los portaaviones clase Essex tienen un armamento secundario similar al de la mayoría de los otros portaaviones estadounidenses. Contaban con 12 cañones de 5 pulgadas (127 mm), con capacidad antiaérea real, pues sus proyectiles antiaéreos tenían con una espoleta de proximidad. Además de esos cañones su armamento de alcance más cercano consistía en cañones cuádruples de 40 mm, suplementados por cañones y ametralladoras antiaéreos. El mayor armamento antiaéreo requerido según progresaba la guerra llegó a sumar un peso cercano a 1000 toneladas.

## Modificaciones
La marina de EEUU sacó a prácticamente toda la clase Essex del depósito, haciendo el mejor uso del dinero para hacer frente a las necesidades de la guerra fría. Realizó en esos portaviones extensas modernizaciones, esfuerzo costoso, pero menos que construir nuevos portaaviones.
De este modo los buques de la clase Essex en la guerra fría operaron prácticamente todos los tipos de aviones embarcados de las décadas de los 50 y 60, excepto los más pesados. Embarcaron los aviones A-1 Skyraider y A-4 Skyhawk en Vietnam. Embarcaron los aviones F2H Banshee, F9F Panther, F6U Pirate yF3D Skyknight durante la guerra de Corea.
- CVS-10, clase Yorktown (SCB-27A y SCB-144): USS Essex, USS Yorktown, USS Hornet, USS Randolph, USS Wasp, USS Bennington, USS Kearsarge, USS Lake Champlain. Todos menos el Lake Champlain pasaron por SCB-125.
- CVS-11, clase Intrepid (SCB-27C y SCB-144): USS Intrepid.
- CVA-19, clase Hancock (SCB-27C): USS Ticonderoga, USS Hancock, USS Bon Homme Richard, USS Oriskany, USS Shangri-La. Todos pasaron por SCB-125.
- AVT-8, clase Franklin (buques no modificados): USS Franklin, USS Bunker Hill, USS Leyte, USS Antietam, USS Tarawa, USS Philippine Sea.
- AVT-16, clase Lexington (entrenamiento): USS Lexington.
- LPH-4, clase Boxer( conversión en portahelicopteros): USS Boxer, USS Princeton, USS Valley Forge.

Los portaviones modernizados y recuperados para el servicio fueron designados como portaaviones de ataque (CVA). Luego pasarían a ser clasificados como portaaviones antisubmarinos (CVS).

### Portahelicopteros
Cuando los Marines comenzaron a experimentar con el asalto vertical mediante helicópteros se dieron cuenta de que la marina no disponía de barcos adecuados. Para contar con barcos en los que poner a prueba las tácticas y de modo temporal hasta contar con buques portahelicopteros nuevos clase Iwo Jima se recurrió a modificar algunos portaviones. El acrónimo LPH significa Landing Plataform Helicopter.
Las conversiones de LPH de finales de la década de los 60 llevaban típicamente de 30 a 40 helicópteros de la Infantería de Marina (HUP, HO4S / HRS Chickasaw, HO5S, HUS Seahorse, HR2S Mojave). El USS Boxer (LPH-4), USS Valley Forge (LPH-8) y USS Princeton (LPH-5) sirvieron en este rol hasta ser reemplazados por buques más idóneos.

### SBC-27
Con la guerra de Corea se decidió reactivar muchos de los portaviones que estaban retirados. Dado que los aviones y el radar habían avanzado desde 1945, se evaluó qué modificación necesitaban para adaptarse. La única excepción fueron los portaaviones más dañados en la guerra.
Fueron necesarias varias modificaciones para mejorar la capacidad para operar aviones más pesados y rápidos. Estas modificaciones se ensayaron en el USS Oriskany, denominándose SBC-27. Las mejoras incluyeron deflectores de chorro de aire, sistema de aterrizaje óptico, mayor capacidad de combustible de aviación y cubierta de vuelo reforzada para operar con aviones más pesados. La US Navy quería modificar 15 portaviones, diez cascos cortos y cinco cascos largos. Los últimos nueve modificados  complementaron a los tres Midway. Todo esto dio tiempo y enseñanzas para diseñar la clase Forrestal.
En total se realizaron ocho modificaciones SBC-27A, y seis SBC-27C. A estos hay que añadir el USS Oriskany. Los últimos seis SBC-27C recibieron una modernización posterior llamada SBC-125/125A. Otros también recibieron esta actualización.
El USS Oriskany fue usado como prototipo del programa de modernización SCB-27. Este se inició en agosto de 1947, eligiendo el barco por estar en grado de finalización del 60%. La  última generación de aviones necesitaba una cubierta de vuelo más larga, más espaciosa y mucho más fuerte. También se instalaron ascensores más fuertes y catapultas hidráulicas nuevas y mucho más potentes. El equipo de cables de detención también siguió esa tendencia. La estructura de la isla fue completamente reconstruida para mejorar el control de la cubierta y se aligeró la artillería, suprimiendo muchas piezas. Se instaló una nueva generación de radares de vigilancia aérea y de superficie, alerta, seguimiento y control de fuego. El USS Oriskany fue entregado en septiembre de 1950 y validaría el estándar SBC-27 que pronto se aplicó a casi toda la clase Essex.

### SCB-125
El USS Antietam recibió de forma experimental una cubierta de vuelo en ángulo en 1952. Esa cubierta de vuelo en ángulo y una proa cerrada para huracanes se convirtieron en las características distintivas del programa de mejora SCB-125, que se llevó a cabo simultáneamente con las últimas tres conversiones SCB-27C. Está modificación se aplicó a todos los barcos SCB-27A y SCB-27C excepto el USS Lake Champlain. El USS Shangri-La fue el primer portaaviones de cubierta en ángulo, en funcionamiento en 1955. La nueva cubierta de vuelo en ángulo sirvió para separar y gestionar mejor las operaciones de aterrizaje y despegue. La cubierta de vuelo se ensanchó y se instalaron ascensores laterales. El USS Oriskany fue la última conversión de cubierta en ángulo, recibió un reacondicionamiento SCB-125A.
Las modificaciones SCB-125 y SCB-125A se diferenciaban principalmente porque la primera retenía las catapultas hidráulicas (porque si misión les hacía embarcaraviones ASW y helicópteros ) mientras que la segunda incluía modernas y potentes catapultas a vapor que le permitía embarcar aviones más modernos.
Siete portaviones clase Essex no convertidos se convirtieron en portaaviones de guerra antisubmarina (CVS). Con la entrada en servicio de la clase Forrestal serían reemplazados por otros portaviones reconstruidos.

### Portaviones antisubmarinos
En la Segunda Guerra Mundial la aviación embarcada demostró su eficacia contra los submarinos. Pero los pequeños portaviones de escolta no eran ya capaces de operar la nueva generación de aviones de la posguerra. Por ello la elección de portaviones submarinos recaería en los Essex. Estos operarían junto a destructores, siendo el centro de grupos antisubmarinos. Los Essex convertidos en portaaviones antisubmarino (CVS) fueron inicialmente aquellos que no habían pasado por una reforma tan exhaustiva como SCB-27. Fue normalmente el caso de los portaviones que habían sufrido daños durante la guerra. 
La política inicial en la década de los 50 fue que los Essex que terminaron su modernización (27A, 27C y 125) se reincorporon como portaviones de ataque (CVA). En ese momento reemplazaron a los CVA no modernizados, que pasaron a ser CVS. Con el inicio de la amenaza submarina soviética los CVS recibieron la misión de detectar y perseguir submarinos enemigos así como seguir los movimientos de las flotas soviéticas.
Posteriormente y a medida que nuevos portaviones entraron en servicio los CVS fueron asignados a otras misiones secundarias y los portaviones que habían pasado por SCB-27A y luego también SCB-125 fueron reasignados a CVS, recibiendo la modificación SCB-144 consistente en equipos antisubmarinos. Los 8 Essex que recibieron esta modernización SCB-144 fueron el USS Randolph (CVS-15) el año fiscal 1961, dos portaviones (CVS-9 y 33) el año fiscal 1962, CVS-20 el año fiscal 1963, tres portaviones (CVS-11, 12 y18) el año fiscal y el CVS-10 el año fiscal 1966. ElCVS-11 (USS Intrepid) fue el único SCB-27C de este grupo, siendo el resto SCB-27A.
Estos portaviones embarcaban un 
grupo aéreo (Carrier Anti-Submarine Air Group - CVSG) formado por dos escuadrones de aviones S-2 Tracker y un escuadrón de helicópteros antisubmarinos HSS-1 Seabat, reemplazados estos con el tiempo por SH-3 Seaking. Posteriormente también embarcaron un pequeño destacamento de A-4 Skyhawk armados con misiles AIM-9 para contar con cazas de defensa diurna y de E-1 Tracer para alerta temprana.

## Historial de combate

### Segunda Guerra Mundial
Siendo la clase de portaaviones más producida de la Segunda Guerra Mundial, estos portaaviones vieron acción principalmente en la Guerra del Pacífico. En la fecha en que entraron en servicio en el Atlántico se necesitaban portaaviones de escolta contra los submarinos. En cambio en el Pacífico la balanza aún no se había inclinado y eran necesarios para cubrir los huecos dejados por los portaaviones hundidos por los japoneses. 
EL año fiscal de 1940 se aprobaron los USS Essex (CV-9), USS Yorktown (CV-10), USS Intrepid (CV-11), USS Lexington (CV-16) y USS Bunker Hill (CV-17). Otros dos se aprobaron en el presupuesto de 1941 y 10 más autorizados en 1942. Antes del final de la guerra entraron en servicio 17 portaaviones clase Essex, que demostraron ser los más eficaces. Mientras entraban en servicio la Armada encargó en paralelo la construcción de portaviones de la clase Independence, como medida interina. El USS Essex (CV-9) llegó al Pacífico en mayo de 1943.
Su diseño incorporaba lecciones de la guerra, como el blindaje. El blindaje de los Essex era más efectivo que el de sus antecesores y de hecho ningún portaaviones se perdió durante toda la guerra, aunque dos portaaviones, el USS Franklin y el Bunker Hill, sufrieron daños extensos que cerca estuvieron de causar su pérdida. Uno de los portaaviones más exitosos fue el Lexington que con su artillería y su escuadrón aéreo fue responsable de destruir más de 1 millón de toneladas de barcos y destruyó más de 1000 aviones enemigos. La clase Essex demostró ser muy adecuada para el Pacífico por su buen comportamiento en la mar y tener la autonomía necesaria las enormes distancias. Los portaaviones de esta clase resultaron sorprendentemente resistentes, durante los primeros 14 meses de servicio sólo tres fueron dañados por el enemigo.
El empleo de los portaviones cambió a medida que avanzaba la guerra. En 1942 los grupos de combate operaban con un solo portaviones, o un par. Esto permitía mantener un grupo de cazas considerable para la defensa. Pero en pareja se funcionó mejor porque multiplicó la pantalla protectora de cazas y antiaéreos y a la vez dividió los esfuerzos de los japoneses. Para 1943 y como la nueva clase Essex estaba disponible las tácticas se adaptaron hacia una fuerza que combinara varios portaviones. El tamaño de la escolta también creció, gracias a la construcción de más cruceros y destructores. Dos o más grupos de portaviones se apoyaban entre sí, siendo normal un solo grupo de seis portaviones dividido en dos grupos o tres subgrupos. Esos grupos combinaban portaviones clase Essex con otros portaviones más pequeños. A los aviones de ataque, antisubmarinos y cazas la clase Essex añadió un grupo embarcado de cazas nocturnos especialmente entrenados y equipados. Gracias a la eficaz logística y abastecimiento los clase Essex pudieron permanecer en el mar el mayor tiempo posible, antes de regresar a Pearl Harbor para mantenimiento y reparaciones. La US Navy desplegó en el Pacífico una flota de diques secos flotantes, barcos de reparación, barcazas grúa y barcos auxiliares que permitían reabastecer y realizar reparaciones importantes necesarias. 
El grupo aéreo de los clase Essex consistió en cuatro escuadrones (Reconocimiento, cazas, bombarderos y torpederos) que tenían 18 aviones cada uno. El escuadrón de cazas fue reforzado y tenía 36 aviones en vez de 18. El Grumman F6F Hellcat era el caza estándar, el Curtiss SB2C Helldiver desde principios de 1944 el explorador y bombardero en picado estándar y el Grumman TBF Avenger el torpedero estándar aunque también utilizado en otras funciones. Desde 1944 el Vought F4U Corsair se introdujo con los escuadrones de cazabombarderos. En 1945 todos los aviones de caza actuaban también como aviones de ataque a tierra.

### Guerra Fría
Algunos portaaviones de la clase Essex sirvieron hasta medio siglo y durante ese tiempo experimentaron varias modificaciones, empezando con nuevos sistemas antiaéreos y después con la introducción de aviones a reacción; se instalaron catapultas para lanzarlos debido a que este tipo de aviones tiene menos aceleración al despegar. La US Navy decidió que los portaaviones de la clase Essex, al ser los más grandes, fueran remodelados y siguieran en activo, mientras que los portaaviones ligeros y de escolta, al ser demasiado pequeños para operar con los nuevos aviones a reacción, fueron dados de baja y almacenados.
Terminada la Segunda Guerra Mundial muchos Essex fueron transferidos a la Flota de la Defensa Nacional de Reserva (National Defense Reserve Fleet). Se pensaba que no se necesitarían tantos portaaviones. Poco a poco fueron incorporados de nuevo como parte de la Flota Estadounidense (Guerra de Corea, Crisis del Estrecho de Taiwán, Crisis de Líbano, etc.) realizando tareas de como portaaviones de ataque (CVA). Algunos se reconvirtieron en un portaaviones de entrenamiento, portahelicópteros (LPH) o antisubmarinos (CVS). Los grupos antisubmarinos se constituyeron alrededor de portaaviones Essex equipados con aviones y helicópteros antisubmarinos para hacer frente a los submarinos soviéticos. Durante la Guerra Fría también varios Essex se usaron para recuperar tripulaciones de astronautas en varias misiones de la NASA, como el programa Apolo. El USS Lexington, fue el último Essex en ser retirado, el año 1991.

## Buques de la claseEssex
Los portaaviones clase Essex fueron la serie más numerosa de la guerra. La clase fue solicitada por la Armada de Estados Unidos en 1940 con un primer pedido de 11 buques que posteriormente fue aumentado hasta 32 unidades, de las cuales 2 fueron canceladas en agosto de 1945 y 6 más ni siquiera fueron puestas sus quillas.
Esta clase estuvo subdividida en 2 variantes, la clase Essex de casco corto con 10 unidades y la clase Ticonderoga de casco largo con
14 unidades. La diferencia de eslora entre los primeros y los segundos era de apenas 5 metros y la eslora de la cubierta de vuelo era
1,20 metros más larga en los últimos.
| Buque                                       | Astillero | Puesta en grada    | Botado             | Asignado                                           | Reconstruido                   | Redesignado                                        | Baja                                      | Destino                                                |
| ------------------------------------------- | --------- | ------------------ | ------------------ | -------------------------------------------------- | ------------------------------ | -------------------------------------------------- | ----------------------------------------- | ------------------------------------------------------ |
| USS Essex (CV-9)                            | NNSD      | abril de 1941      | julio de 1942      | diciembre de 1942 enero de 1951                    | SCB-27A SCB-125 SCB-144        | CVA-9, 1952 CVS-9, 1960                            | enero de 1947 junio de 1969               | Desguazado (junio de 1975)                             |
| USS Yorktown (CV-10) (ex Bon Homme Richard) | NNSD      | diciembre de 1941  | enero de 1943      | abril de 1943 enero de 1953                        | SCB-27A SCB-125 SCB-144        | CVA-10, 1953 CVS-10, 1957                          | enero de 1947 junio de 1970               | Buque museo (octubre de 1975)                          |
| USS Intrepid (CV-11)                        | NNSD      | diciembre de 1941  | abril de 1943      | agosto de 1943 febrero de 1952 octubre de 1954     | SCB-27C SCB-125 SCB-144        | CVA-11, 1952 CVS-11, 1961                          | marzo de 1947 abril de 1952 marzo de 1974 | Buque museo (agosto de 1982)                           |
| USS Hornet (CV-12) (ex-Kearsarge)           | NNSD      | agosto de 1942     | agosto de 1943     | noviembre de 1943 marzo de 1951 septiembre de 1953 | SCB-27A SCB-125 SCB-144        | CVA-12, 1953 CVS-12,1958                           | enero de 1947 mayo de 1951 junio de 1970  | Buque museo (julio de 1989)                            |
| USS Franklin (CV-13)                        | NNSD      | diciembre de 1942  | octubre de 1943    | enero de 1944                                      |                                |                                                    | febrero de 1947                           | Desguazado (agosto de 1966)                            |
| USS Ticonderoga (CV-14) (ex-Hancock)        | NNSD      | febrero de 1943    | febrero de 1944    | mayo de 1944 octubre de 1954                       | SCB-27C SCB-125                | CVA-14, 1954 CVS-14, 1969                          | enero de 1947 septiembre de 1973          | Desguazado (septiembre de 1975)                        |
| USS Randolph (CV-15)                        | NNSD      | mayo de 1943       | junio e 1944       | octubre de 1944 julio de 1953                      | SCB-27A SCB-125 SCB-144        | CVA-15, 1953 CVS-15, 1959                          | febrero de 1948 febrero de 1969           | Desguazado (mayo de 1975)                              |
| USS Lexington (CV-16) (ex-Cabot)            | FRSY      | julio de 1941      | septiembre de 1942 | febrero de 1943 agosto de 1955                     | SCB-27C/125                    | CVA-16,1955 CVS-16, 1962 CVT-16, 1969 AVT-16, 1978 | abril de 1947 noviembre de 1991           | buque museo (junio de 1992)                            |
| USS Bunker Hill (CV-17)                     | FRSY      | septiembre de 1941 | diciembre de 1942  | mayo de 1943                                       |                                |                                                    | enero de 1947                             | Desguazado (mayo de 1973)                              |
| USS Wasp (CV-18) (ex-Oriskany)              | FRSY      | marzo de 1942      | agosto de 1943     | noviembre de 1943 septiembre de 1951               | SCB-27A SCB-125 SCB-144        | CVA-18, 1952 CVS-18, 1956                          | febrero de 1947 julio de 1972             | Desguazado (mayo de 1973)                              |
| USS Hancock (CV-19) (ex-Ticonderoga)        | FRSY      | enero de 1943      | enero de 1944      | april 1944 febrero de 1954 noviembre de 1956       | SCB-27C SCB-125                | CVA-19, 1952 CV-19, 1975                           | mayo de 1947 abril de 1956 enero de 1976  | Desguazado (septiembre de 1976)                        |
| USS Bennington (CV-20)                      | BNY       | diciembre de 1942  | febrero de 1944    | agosto de 1944 noviembre de 1952                   | SCB-27A SCB-125 SCB-144        | CVA-20, 1952 CVS-20, 1959                          | noviembre de 1946 enero de 1970           | Desguazado (enero de 1994)                             |
| USS Boxer (CV-21)                           | NNSD      | septiembre de 1943 | diciembre de 1944  | Abril de 1945                                      | anfibio                        | CVA-21, 1952 CVS-21, 1956 LPH-4, 1959              | diciembre de 1969                         | Desguazado (febrero de 1971)                           |
| USS Bon Homme Richard (CV-31)               | BNY       | febrero de 1943    | abril de 1944      | noviembre de 1944 enero de 1951 septiembre de 1955 | SCB-27C/125                    | CVA-31, 1952                                       | enero de 1947 mayo de 1953 julio de 1971  | Desguazado (marzo de 1992)                             |
| USS Leyte (CV-32) (ex Crown Point)          | NNSD      | febrero de 1944    | agosto de 1945     | abril de 1946                                      |                                | CVA-32, 1952 CVS-32, 1953                          | mayo de 1959                              | Desguazado (marzo de 1970)                             |
| USS Kearsarge (CV-33)                       | BNY       | marzo de 1944      | mayo de 1945       | marzo de 1946 febrero de 1952                      | SCB-27A SCB-125 SCB-144        | CVA-33, 1952 CVS-32, 1958                          | junio de 1950 febrero de 1970             | Desguazado (septiembre de 1970)                        |
| USS Oriskany (CV-34)                        | BNY       | mayo de 1944       | octubre de 1945    | septiembre de 1950 marzo de 1959                   | SCB-27A SCB-125A               | CVA-34, 1952 CV-34, 1975                           | enero de 1957 septiembre de 1976          | Echado a pique como arrecife artificial (mayo de 2006) |
| USS Antietam (CV-36)                        | PNY       | marzo de 1943      | agosto de 1944     | enero de 1945 enero de 1951                        | Cubierta angulada experimental | CVA-36, 1952 CVS-36, 1953                          | 1949 mayo de 1963                         | Desguazado (febrero de 1974)                           |
| USS Princeton (CV-37) (ex Valley Forge)     | PNY       | septiembre de 1943 | julio de 1945      | noviembre de 1945 agosto de 1950                   | Anfibio                        | CVA-37, 1952 CVS-37, 1954 LPH-5, 1959              | junio de 1949 enero de 1970               | Desguazado (mayo de 1971)                              |
| USS Shangri-La (CV-38)                      | NNY       | enero de 1943      | febrero de 1944    | septiembre de 1944 mayo de 1951                    | SCB-27C/125                    | CVA-38, 1952 CVS-38, 1969                          | noviembre de 1947 julio de 1971           | Desguazado (agosto de 1988)                            |
| USS Lake Champlain (CV-39)                  | NNY       | marzo de 1943      | noviembre de 1944  | junio de 1945 septiembre de 1952                   | SCB-27A                        | CVA-39, 1952 CVS-39, 1957                          | febrero de 1947 mayo de 1966              | Desguazado (abril de 1972)                             |
| USS Tarawa (CV-40)                          | NNY       | marzo de 1943      | mayo de 1945       | noviembre de 1945 febrero de 1951                  |                                | CVA-40, 1952 CVS-40, 1955                          | junio de 1949 mayo de 1960                | Desguazado (octubre de 1968)                           |
| USS Valley Forge (CV-45)                    | PNY       | septiembre de 1944 | noviembre de 1945  | noviembre de 1946                                  | Anfibio                        | CVA-45, 1952 CVS-45, 1953 LPH-8, 1961              | enero de 1970                             | Desguazado (octubre de 1971)                           |
| USS Philippine Sea (CV-47)                  | FRSY      | agosto de 1944     | septiembre de 1945 | mayo de 1946                                       |                                | CVA-47, 1952 CVS-47, 1955                          | diciembre de 1958                         | Desguazado (marzo de 1971)                             |

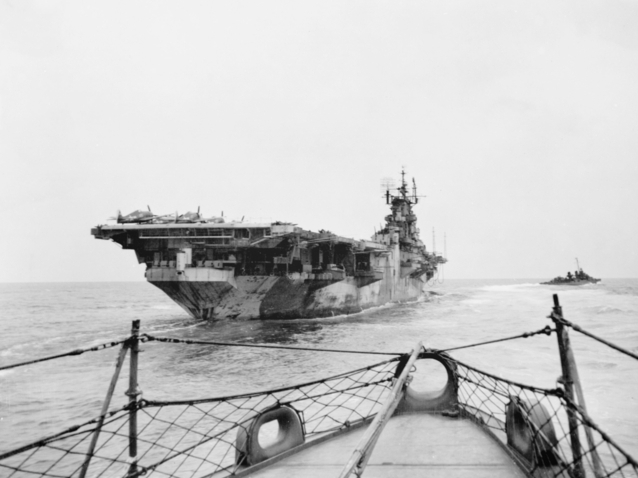
Yorktown

Los numerales 22 hasta el 30 fueron asignados a portaaviones ligeros (CVL) de la clase Independence; los numerales 41 al 44 fueron asignados a grandes portaaviones (CVB) de la clase Midway.
El USS Reprisal (CV-35) fue puesto en grada en 1944 en los astillerosNew York Navy Yard, desde donde fue botado en 1945, y fue desguazado tras completar sus pruebas; y el USS Iwo Jima (CV-46) fue puesto en grada en Newport News Shipbuilding en enero de 1945, pero fue cancelado en agosto de 1945 y desguazado sobre la grada.
Los seis buques encargados en el año fiscal de 1945, ninguno de los cuales llegó a recibir nombre, y que fueron asignados a los astilleros Bethlehem Steel Company (CV-50), New York Navy Yard (CVs 51 y 52), Philadelphia Navy Yard (CV-53) y Norfolk Navy Yard (CVs 54 y 55), vieron su construcción cancelada en marzo de 1945.
El USS Oriskany (CV-34), que fue ordenado y puesto en grada como clase Essex, fue completado en 1950 bajo las especificaciones del muy modificado diseño SCB-27A, por lo cual, desde su alta, hasta su reconstrucción en 1957-59, era listado como el único buque de la clase Oriskany.